# Miklós László (költő)
Miklós László (Kolozsvár, 1937. november 11.) erdélyi magyar költő, újságíró, szerkesztő.

## Életútja
Középiskolát szülővárosa Brassai Sámuel Líceumában végzett (1955), a Babeș–Bolyai Tudományegyetemen szerzett román nyelv és irodalom szakos diplomát (1963). Tanár Zsobokon, Gyümölcsvölgyén, Marosvásárhelyen (1963–66), a Hargita és a Hargita Kalendárium (1968–74), a Munkásélet (1974–78), végül az Előre, 1989 decemberétől az újra indított Romániai Magyar Szó Kolozs megyei szerkesztője.

## Munkássága
Első írásait az Ifjúmunkás és Utunk közölte (1963), versei és ismertető írásai az Igaz Szó, Korunk, Napsugár, Jóbarát hasábjain is megjelentek. Szerepel a fiatal költők Vitorla-ének és a műfordítók Építő Amfion c. gyűjteményeiben (1967). Románból Maria Banuş „legszebb versei”-t fordította magyar nyelvre. A Romániai Magyar Szó hasábjain az 1990-es években, majd a 2000-es években publicisztikájával – a vitákat is bátran vállalva – alaposan kivette részét a romániai magyar kisebbséget (főleg a Kolozs megyei magyarságot) foglalkoztató közügyi kérdésekben (oktatás, kultúra, pártpolitika, a magyar hagyományok és a romániai magyarság jeles képviselőinek tisztelete, stb.) Részt vállal a Ceaușescu-diktatúra alatt elszenvedett sérelmek feldolgozásában is, például börtönvallomások egybeszerkesztése és közreadása.

## Főbb művei
- Néhány percig a reggel. Versek; bev. Lászlóffy Aladár; Irodalmi, Bukarest, 1969 (Forrás)
- Útjelző. Az Erdélyi Református Egyházkerület évkönyve; szerk. Miklós László; Erdélyi Református Egyházkerület, Kolozsvár, 1993–1995
- Akik imádkoztak üldözőikért. Börtönvallomások, emlékezések, 1-2.; gyűjt., szerk. Miklós László; Erdélyi Református Egyházkerület, Kolozsvár, 1996
- Boér Jenő: Temesvári lelkészarcok, 1990–1996; vál. Dirschl Johann, szerk. Miklós László, Oberten János, Pataki Zoltán; Helicon, Timisoara, 1997. 171 p.